# 오스트레일리아 정부
오스트레일리아 정부(Australian Government)는 영연방 정부(Commonwealth Government) 또는 연방 정부(Federal Government)로도 알려져 있으며, 연방 의회 입헌 군주제인 오스트레일리아의 국가 집행 정부이다. 행정부는 현재 하원 의원 과반수의 지지를 받는 총리와 기타 내각 장관으로 구성되며, 장관이 감독하는 부서 및 기타 행정부를 포함한다. 현 행정부는 2022년 연방 선거부터 취임한 앤서니 앨버니지(Anthony Albanese)와 기타 오스트레일리아 노동당 장관들로 구성되어 있다.

## 상세
입헌군주제를 바탕으로, 연방제 및 의원내각제로 정부를 운영한다. 오스트레일리아 정부는 오스트레일리아 수도 특별구의 수도 캔버라에 위치한 국회의사당 행정부 건물에 본부를 두고 있다. 모든 연방 부처의 본부는 국회의사당, 고등법원과 함께 캔버라에 위치해 있다. 오스트레일리아 정부는 3가지 차원에서 이해할 수 있으며, 연방정부, 주 및 준주 정부, 그리고 지방 위원회로 구성된다.

## 입법부
내각은 총리가 구성하며, 이는 정부의 정책을 결정하고 의제를 결정하는 정부의 핵심 의사결정 기관이다. 정부 구성원은 입법권(의회 통제를 통해)과 행정권(총독 및 군주를 대신하는 장관으로서)을 모두 행사할 수 있다. 그러나 책임 있는 정부에 따라 책임성을 보장하기 위해 정부의 행정 능력 내 활동은 의회의 조사를 받는다. 호주의 입법부는 오스트레일리아 상원과 오스트레일리아 하원으로 나뉘어져 있는 양원제이다. 

## 행정부
총리는 연방정부의 수장으로서 법률이 아닌 헌법상 규정에 의해 존재하는 역할이다. 그들은 총독(오스트레일리아 군주의 대표자)에 의해 그 역할에 임명된다. 일반적으로 총독은 하원 의원 과반수의 신뢰를 받는 의회 지도자를 임명한다. 또한 관례상 총리는 하원의원이다. 호주 정부의 중앙 부처는 오스트레일리아 국방부, 오스트레일리아 외교통상부, 오스트레일리아 내무부 등이 있다.

## 사법부
호주의 법률구조는 연방 정부와 주(州) 정부가 함께 관장하고 있으며 지역법률구조과(Indigenous Justice and Legal Assistance Division)와 지역법률구조센터(Community Legal Centers)로 구성되어 있다.

## 같이 보기
- 오스트레일리아의 주와 준주